# Chas Newby
Charles Newby (18 de junio de 1941 - 22 de mayo de 2023) fue un músico británico que ganó fama durante un breve lapso por ser el bajista de la banda de rock The Beatles en varios conciertos en diciembre de 1960, antes de la reincorporación de Stuart Sutcliffe al grupo.

## Carrera
Tras el primer regreso de los Beatles de Alemania Occidental, la banda necesitaba un bajista. Pete Best sugirió a Chas Newby. Newby ya había colaborado con Best en la banda The Black Jacks y en ese momento asistía a la universidad; sin embargo, estaba de vacaciones, por lo que aceptó tocar con los Beatles.
Newby apareció con los Beatles en cuatro conciertos de diciembre de 1960.
John Lennon le pidió a Newby que fuera a Alemania Occidental para el segundo viaje de los Beatles, pero este lo rechazó para regresar a la universidad. Después de que Lennon y George Harrison se negaron a cambiar al bajo, Paul McCartney, se convirtió de mala gana en el bajista de la banda.

## Vida personal y muerte
Newby impartió clases de matemáticas en la escuela secundaria de Droitwich Spa y más tarde se mudó a Alcester, donde toco con la banda The Racketts. En 2016, Newby comenzó a actuar como miembro de The Quarry Men.
Charles Newby murió el 22 de mayo de 2023, a la edad de 81 años.